# 彰化縣立伸港國民中學
彰化縣立伸港國民中學（英語：Changhua County Shengang Junior High School），是位於臺灣彰化縣伸港鄉的一所國中，又被人們稱為「伸港國中」，簡單稱呼為「伸中」，在1964年成立，並在1964年8月19日被命名為彰化縣立伸港初級中學。在1968年因為施行九年國民教育，從原本的初級中學正式改制為國民中學，其名稱為彰化縣立伸港國民中學。

## 外部連結
- 彰化縣學校基本資料平台-伸港國中 （页面存档备份，存于）